# Street Fighter: Legenda Chun-Li
Street Fighter: Legenda Chun-Li (ang. Street Fighter: The Legend of Chun-Li) – amerykański film akcji z 2009 roku w reżyserii Andrzeja Bartkowiaka. Film powstał na podstawie serii gier Street Fighter, w której główna bohaterka Chun-Li wyrusza na poszukiwanie sprawiedliwości. Film nie jest fabularnie powiązany z filmem Uliczny Wojownik z 1994 i stanowi reboot serii.

## Fabuła
Wiele lat temu do domu Chun-Li włamali się bandyci i porwali ojca. Kiedy w jej ręce trafił antyczny zwój, dowiedziała się, co ma robić dalej. Została uczennicą tajemniczego mistrza, który wyjawił jej, co musi zrobić by odzyskać ojca porwanego przez międzynarodową organizację przestępczą. Na jej drodze stają wyszkoleni zabójcy. Rozpoczyna się walka.

## Obsada
- Kristin Kreuk jako Chun-Li
- Neal McDonough jako generał M. Bison
- Chris Klein jako Charlie Nash
- Michael Clarke Duncan jako Balrog
- Taboo jako Vega
- Robin Shou jako Gen
- Moon Bloodgood jako detektyw Maya Sunee
- Edmund Chen jako Xiang
- Josie Ho jako Cantana
- Elizaveta Kiryukhina jako Rose
- Katherine Pemberton jako młoda Chun-Li
- Cheng Pei-pei jako Zhilan